# Zernovoi (Krasnodar)
|  | Per a altres significats, vegeu «Zernovoi». |

Zernovoi - Зерновой (rus) és un possiólok del krai de Krasnodar, a Rússia. És a les terres baixes de Kuban-Azov, a 11 km al sud-est de Leningràdskaia i a 133 km al nord de Krasnodar, la capital. Pertany al possiólok de Pervomaiski.